# Gibson Blueshawk
Gibson Blueshawk je elektrická kytara, kterou v letech 1996–2006 vyráběla firma Gibson Guitar Corporation. Byla určená převážně pro bluesové hráče, odkud vznikl i její název. Tělo kytary se podobá kytaře Gibson Les Paul. Podobná kytara je také Gibson Little Lucille.